# Johann Graf
Johann Graf (Viena, 3 de janeiro de 1947) é um empresário bilionário austríaco, fundador e proprietário da Novomatic, uma empresa austríaca de jogos de azar.